# イオン上峰店

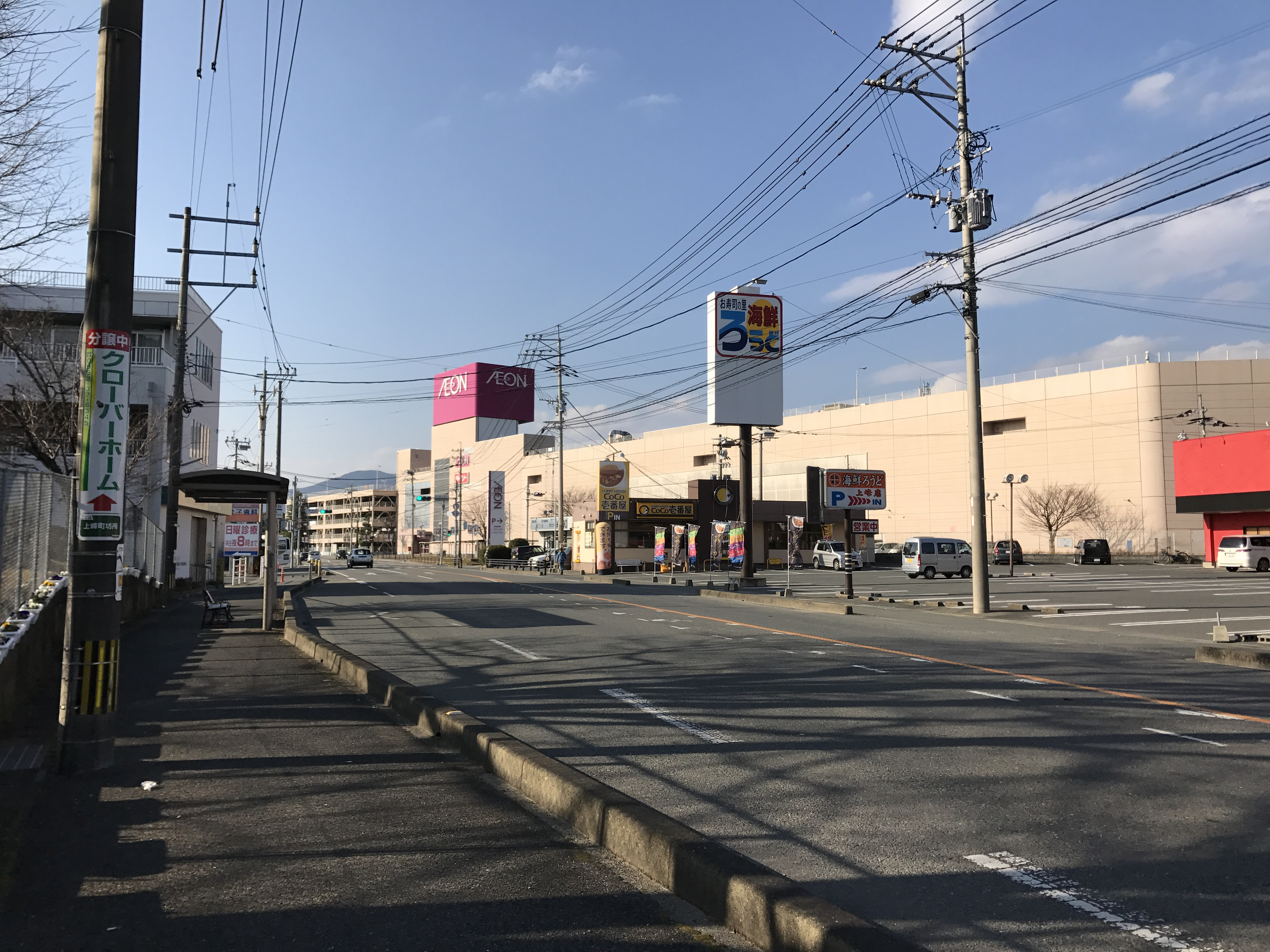
イオン上峰店と県道22号線（2017年撮影）

イオン上峰店（イオンかみみねてん）は、かつて佐賀県三養基郡上峰町坊所に存在した、イオン九州のショッピングセンターである。
1995年3月18日に九州ニチイ（のちのマイカル九州）により、サティの店舗「上峰サティ」として開業。2011年にイオン上峰店へ店名変更後、2019年2月28日をもって閉店した。
なお本項では、同店閉店後に跡地一帯で計画されている、町による再開発事業「上峰町中心市街地活性化事業」についても記述する。詳細は「#閉店後」以降の節を参照のこと。

## 歴史

### マイカルタウン上峰の建設構想
昭和61年、上峰村(当時)商工会青年部の大型店誘致が発端。平成元年9月末、当時の九州ニチイ社長が県庁での記者会見で、敷地約5万9000㎡の敷地に核店舗となるニチイと地元優先の専門店70店舗の他、スポーツクラブやサテライトスタジオ、銀行や郵便局などが入る、計3棟で延床面積面積6万4400㎡の規模となる「マイカルタウン上峰」の計画を発表。
この計画に対し、平成元年秋、周辺地区の商工業者らで構成する「三神地区大型店対策協議会」は、出店反対運動を展開。同年12月からは、新設計画の凍結運動に対する協力を求める署名を始めた。一方で、1990年8月には上峰町議会議長・副議長、同区町会会長・副会長、同婦人会会長・副会長の6名を発起人代表とする推進団体も活発な動きを始めた。
上峰町議会は「ニチイ出店推進」を決議、中原町議会は「大店法廃止、規制緩和に反対する意見書」を採択した。

### 上峰サティの開業
株式会社九州ニチイが開業した「上峰サティ」は、開業当時は佐賀県・長崎県・福岡県筑後地区で最大級の大型商業施設であった。上峰町は福岡県との県境付近に位置し、上峰サティは上峰町役場から直線距離で約1.5kmの交通量の多い県道22号線沿いにあった。上峰町は佐賀市と福岡県久留米市のほぼ中間にあり、同店は両市から20分圏の好立地で、かつては「地域一番店」としての地位を誇っていた。
九州ニチイは1996年7月に株式会社マイカル九州へ商号変更、同年9月には上峰サティの別館を増築し、県内初のシネマコンプレックスとなる「ワーナー・マイカル・シネマズ上峰」を開業した。同時期にはレストラン街なども新規増床されている。当時の売場面積は21,200m2（映画館などが入る別館を除く）に及び、更に増床拡大する計画も発表されていた。翌1997年10月には、開館後わずか1年で「ワーナー・マイカル・シネマズ上峰」の入館客が40万人を突破した。これにより広域集客に成功し、マイカル九州の佐賀・福岡筑後地区における旗艦店として位置づけられていた。

### 近隣店との競合激化
しかし、上峰サティ開業2年後の1997年10月、隣接する鳥栖市に九州最大手のスーパーマーケットチェーンの寿屋を核テナントとするジョイフルタウン鳥栖寿屋が開業したことで、集客を大きく奪われることとなった。
さらにその後も近隣地区に相次いで大型商業施設が開業。1998年には武雄市にゆめタウン武雄、1999年には唐津市にイオン唐津ショッピングセンター、2000年には福岡県八女市にゆめタウン八女が開業した。このためかつては広域集客に成功していた上峰サティの商圏は次第に狭まっていく。なお、ジョイフルタウン鳥栖寿屋は2002年に株式会社寿屋が経営破綻したことで客が激減して2005年に閉店したが、2009年に大和リースのショッピングセンター「フレスポ鳥栖」としてリニューアルオープンを果たしている。
上峰サティの顧客層は上峰町のみならず、隣接する佐賀市・久留米市を中心としていたが、2000年には佐賀市にイオン佐賀大和ショッピングセンター、2003年には久留米市にゆめタウン久留米が開業し、佐賀市・久留米市の顧客を大きく奪われることとなる。さらに佐賀市内には2003年にモラージュ佐賀、2006年にはゆめタウン佐賀が開業している。そして追い打ちをかけるように、2009年9月には上峰サティの向かいに、九州地方を地盤とする大型ディスカウントストアのトライアル上峰店が開業したことで、上峰サティの競争力は著しく低下した。

### 映画館閉館から閉店へ
さらに、上峰サティの集客に重要な役割を果たしてきた「ワーナー・マイカル・シネマズ上峰」が、佐賀市や久留米市などにシネマコンプレックスが相次いで開業し競争が激化する中、老朽化して最新の3D映像に対応できないことなどを理由に、2008年に開業したイオンモール筑紫野の「ワーナー・マイカル・シネマズ筑紫野」（現：イオンシネマ筑紫野）へ事実上統合される形で、2010年2月28日をもって閉館された。
集客の目玉であったシネマコンプレックス閉館後は、店舗の活性化はもはや放棄され、2012年に大規模リニューアルを実施したものの、専門店テナントは大幅に減少され、かつて「地域一番店」を誇った旗艦店の面影は失われていた。
なお、マイカル九州の親会社であるマイカルは2001年に経営破綻し、2011年にイオンリテールへ吸収合併されて消滅した。それに先立ち、2007年にマイカル九州はイオン九州へ吸収合併されている。そしてイオングループの店舗ブランド統一により、2011年3月1日に上峰サティからイオン上峰店へ店名が変更された。
閉店前年の2018年時点では、飲食店テナントはほとんど閉店し、解体された店舗もあった。また店舗全体の内装も老朽化による傷みが目立ち、特に3階ではフロア全体でわずか来客数人という日も少なからずみられるなど、デッドモール化が進んでいた。
競合店の増加、親会社の経営破綻に加え、イオン九州への移行後も総合スーパー (GMS) 事業が不振であったことなどを理由に、イオン九州は2018年5月22日のプレスリリースで、2019年2月28日をもってイオン上峰店を閉店することを発表した。

### 地域への影響
イオン上峰店の閉店決定を受け、武広勇平町長は記者会見を開き「イオンがあるから、と、この町に転居してきた人も多い」と述べたほど、地域への影響は大きかった。
同店閉店の問題は、高齢化が進む町内において交通弱者（買い物難民）の問題でもあった。佐賀新聞の取材に対し、イオン上峰店跡地近隣の団地に住む高齢者らは、同店閉店後には徒歩圏にATMがなくなり、自家用車を運転して買い物に行くことを余儀なくされるようになったが、免許返納後の買い物の不安を訴えたり、イオン閉店後に外出の機会が減った高齢者も少なくないと述べている。
店舗跡地に隣接する住宅団地「中の尾団地」は、分譲開始後も計210区画の半分以上が売れ残っていたが、上峰サティ開業後に「サティ効果」で完売し、その中には町外だけでなく福岡県など県外からの転入者も多かった。将来老いて車を手放したときのことを考え、徒歩圏にサティがあるという理由で分譲地を購入した住民もいた。団地内でも住民の高齢化が進み、イオン上峰店の閉店で「生活に困る」と多数の住民が述べていた。
上峰町出身で同団地の元自治会長を務めた男性（取材当時70代）は、朝日新聞社の取材に対し「当時のサティの商圏は福岡県久留米市や佐賀市にまで広がっていた。（上峰町が）いろいろな所から人が集まる魅力的な街として一躍、好印象になったのでしょう」と、上峰サティの出店により団地の人気が高まった感想を述べている。また西日本新聞の取材では、「ここ（イオン上峰店）は都会を味わえる夢の場所だった」「用事がなくても行けば楽しかった。買い物はもちろん映画には家族と月1回通った」「（閉店後は）買い物は町内外の2か所に通っている。今は町全体が寂しい空気」と同店の思い出を語った。またRKB毎日放送『今日感テレビ』の取材では「（イオン上峰店の敷地は）自動車学校だった」と証言している。

## 閉店後
イオン上峰店の建物はイオン九州が所有していたが、老朽化していたものの築20年程度であり、解体費用も多額に及ぶことから建物の存続も含め、閉店後の去就と町の意向が注目された。
イオン上峰店の閉店により、上峰町内にショッピングセンターと呼べる規模の大型商業施設はなくなっている（上峰町#施設も参照）。しかしながら前述のとおり、町外の近隣地区にはすでに大型ショッピングセンターが立地し、競合に敗れた形での閉店であったが、それは一方で町民の消費が町外へ流出することも意味する。また跡地周辺の県道22号線沿いには、上峰サティ出店により進出してきたロードサイド店舗（トライアル、ヤマダデンキ、しまむらなど）が集積し、同店の商業施設としての再起にはそれらの店舗との競合も危惧された。競合店舗の多さから閉店後の譲渡先も見つからず、新たなショッピングセンターへ生まれ変わることも叶わないまま、空きビルとして放置され廃墟化していた。
このイオン上峰店跡地の再活用をどうするかは、町の経済や地域活性化にも大きな影響を及ぼすため、上峰町の行政にとっても重要な問題となっていたのである。

### 町による再開発計画

#### 町への無償譲渡
上峰町の武広勇平町長は、イオン上峰店の閉店発表に対し、2018年6月の定例会見で店舗跡地を無償取得したいとする意向を表明し、同年7月にイオン九州に対して無償譲渡を文書で要請した。
同年12月、町はイオン九州から翌2019年内にイオン上峰店の跡地の無償譲渡を受けることで基本合意する予定であることを発表した。同社はイオン上峰店の建物（延床面積約35,000m2）と土地（敷地面積約39,000m2）を町へ無償譲渡するとし、同社取締役会で承認済みであるとした。上峰町議会の同意を経て、店舗建物と敷地は町へ無償譲渡された。しかし町への譲渡の決定時点では、取得後の建物の活用方法などは発表されておらず、複合商業施設への再生は困難とみられる上、解体にも多額の費用がかかるため、建物の存続も含めて町の意向が注目されていた。
翌2019年1月15日、町とイオン九州は中心市街地活性化事業へ同店跡地を活用することについて合意し、基本合意書を締結した。町はその時点では再開発の手法としてPFI方式を採用する方針を取っており、PFI事業者の募集を開始して同年5月を目処に決定し、2021年夏には再開発施設を開業する予定と発表していた。また店舗建物は解体し、新規施設を建設するとした。
なお同日時点では、イオン九州は無償譲渡の条件として「再開発施設への出店を含めた条件が整い次第」としており、再開発施設への再出店の意向を明確に表明していた。

#### 再開発計画の変更
その後も店舗建物は空きビルとして残されたままになっていたが、町はイオン上峰店跡地の再開発計画を策定し、当初予定していたPFI方式から変更して、町が土地と建物を提供し出資者に加わった上で民間事業者と開発を進める「LABV方式」を採用し、行政が開発に関与して町の方針や町民の声を反映しやすくするとした。2020年6月に再開発施設の建設や運営を行う協力事業者の選定を開始し、町内外の16事業者と3グループが応募した。武広勇平町長は、同年11月には協力事業者を選定、翌12月には共同事業体を設立、2021年6月には施設着工を目指すとした。
この計画変更は、町教育委員会などの要望を受け、老朽化した町の体育館や武道場などの体育施設を再開発計画に盛り込んだこと、またそれに伴う計画変更により、民間に開発を委ねるPFI方式から、行政と民間の共同による「LABV方式」へ変更したものである。「LABV方式」の導入は日本の地方自治体では初となる。
町の再開発計画によれば、隣接する旧自動車学校や私有地も買収し、町有地を含めた跡地一帯（約63,700m2）にスーパーマーケットや農産物直売所、賃貸住宅や町の体育施設などを集約する「中心市街地活性化事業」を掲げている。ただし町は再開発施設の開業時期や事業内容について、協力事業者と共に決定するとしたため、選定開始時点では具体的な発表はなかった。町民からは「地域に根ざした施設を」と要望が寄せられ、上峰町商工会の関係者は「新型コロナの影響に苦しむ地元経済の起爆剤に」と期待を述べた。

#### 計画進捗の遅れ
2021年3月14日に行われた上峰町長選挙でも、閉店して2年が過ぎたイオン上峰店の跡地活用問題が争点の一つとなった。2021年3月の町長選時点で、中心市街地活性化事業は、官民連携で事業を行う「LABV方式」による「つばきまちづくりプロジェクト」の設立直前まで進んでいた。
しかし当初は再開発施設の開業を2021年夏に予定していたこともあり、計画進捗の遅れが指摘されていた。この計画の遅れは、当初予定されていた民間主導のPFI方式から、官民共同の「LABV方式」へ変更したことが主な原因と指摘されている。町議会議員からも「再開発施設の具体的なイメージに乏しく、町民に質問されても答えようがない」との声が上がっていた。

#### つばきまちづくりプロジェクト設立
同2021年4月23日には地元の運送会社や建設会社に加え、博報堂を含む12事業者と合同会社「つばきまちづくりプロジェクト」を設立し、同社に土地を現物出資した。なお「つばきまちづくりプロジェクト」の名称は、上峰町の木が椿であることに由来する。
「つばきまちづくりプロジェクト」の概要は以下の通り。
- 商号：合同会社つばきまちづくりプロジェクト
- 設立日：2022年（令和3年）4月23日
- 住所：佐賀県三養基郡上峰町大字坊所1550番地3
- 代表社員：株式会社中山運輸（本社：上峰町）[21]

「つばきまちづくりプロジェクト」では、「民間事業パートナー」として、地元企業に加えて広告代理店大手の博報堂を含む全12社が名を連ねているが、その中にイオン九州はなかった。またその他に「共同事業パートナー」として上峰町社会福祉協議会のほか、佐賀新聞メディアホールディングス（佐賀新聞グループ）やサガテレビといった地元メディアなどが名を連ねており、その中にはイオンディライト九州支社（旧ニチイメンテナンス、旧マイカル系）が含まれるものの、イオン九州は含まれていない。

#### 解体整地予算の可決
2021年8月12日に開催された町議会臨時議会において、町はイオン上峰店の店舗建物解体および整地費用を盛り込んだ一般会計補正予算案を町議会に提出、賛成多数により可決された。これにより翌2022年3月末までに建物解体を終え、体育館や道の駅などの公共施設と商業施設を併設した複合商業施設を建設する方針とした。旧店舗の解体および新施設の建設・運営の実務は「つばきプロジェクト」が担当する。町では建物解体の日程は今後決定するとしている。
新施設には、体育館、武道館、プールなどのスポーツ施設や健康増進施設、子育て支援施設などの町の公共施設、スタジオ、道の駅、賃貸住宅、商業施設などを設置するとしている。なお、2021年8月時点では依然として事業計画を検討中の段階にあり、具体的な完成時期などは未定としている。
旧店舗の解体および整地費用は約14億円。町が所有する建物の解体費用は町が負担し、補正予算案では工事費として7億2,600万円を計上した。約540本に及ぶ建物の基礎の杭は土地に付属するものとして合同会社が撤去するとした。補正予算案では、町から合同会社への解体工事等貸付金として6億7,600万円を組み、無担保で貸付した上で5年で返済する計画とされた。町議会ではそのうち6億7,600万円の無担保貸付金について疑問視する意見も上がって激しい議論が交わされ、予算案採決は賛成6、反対3と意見が分かれた。これに対し武広勇平町長は「貸付金の回収のめどは立っている。収益の柱をつくる」と説明した上で「大きな一歩だ。町民が求めるまちづくりをしっかりやっていきたい」と述べた。
補正予算案の可決後、一部議員らにより「事業の中身が見えないまま巨額の予算だけが出て、発言に一貫性がなく不信感がある」として武広勇平町長に対する不信任案が提出されたが、審議実施の可否を判断する採決で賛成少数となり審議されず終了した。町長は予算案可決について「中心市街地活性化の大きな一歩」と述べたものの、不信任案に対してはコメントを避けた。

#### 解体前のさよならイベント
2021年12月5日には、上峰町まちづくり実行委員会（上峰町商工会内）が主催し、つばきまちづくりプロジェクトの共催により、第1回上峰町フェスティバル「カミフェス」として、解体を控えたイオン上峰店の屋上で「上峰町民のみなさま!最後の景色を旧イオンへ見においで」と題したイベントが開催された。
店舗の建物内を通って屋上まで上がることはできないため、主催者が用意したシャトルバスに参加者を乗せ、店舗東側駐車場からスロープを通って屋上駐車場まで運ぶという珍しい移動方法が採られた。司会は上峰町出身の声優・東久仁彦が務め、様々な催しとともに、解体前の建物屋上にみんなで落書きする「屋上に落書き」、さらには「ヘリから自宅を見よう」として屋上からのヘリコプター遊覧飛行も行われ、町民らがイオン上峰店との別れを惜しんだ。

#### イオン九州が1階部分に出店へ
2024年11月7日、イオン九州が新施設への賃貸借契約を結び、出店することが決定した。住宅施設の一階部分の3,800平方メートルを借りることとなっている。

## 交通アクセス
上峰町内に鉄道駅はないため店舗周辺に駅はなく、南西方向にJR長崎本線の吉野ケ里公園駅があるが、かなり離れている。周辺を以下の道路が通っているため、自家用車でのアクセスが一般的である。
- 佐賀県道22号北茂安三田川線
- 佐賀県道・福岡県道133号坊所城島線
- 国道34号